# Druk Nyamrup Tshogpa
Druk Nyamrup Tshogpa (Dzongkha: འབྲུག་མཉམ་རུབ་ཚོགས་པ་; Wylie: ’brug nyam-rub tshogs-pa; dt. Bhutan vereinigt-Partei), weiland Social Democrat Party ist eine der fünf registrierten politischen Parteien in Bhutan. Sie wurde am 20. Januar 2013 eingetragen. Nach der Parlamentswahl in Bhutan 2018 ist die DNT die regierende Partei in Bhutan als größte Fraktion in der Gyelyong Tshogdu (Nationalversammlung).

## Geschichte
Die Druk Nyamrup Tshogpa trat erstmals bei der Wahl 2013 an.

### Parlamentswahl in Bhutan 2013
In der ersten Wahlrunde der zweiten Wahl zur Nationalversammlung erhielt die DNT 35.962 Stimmen und kam damit auf den dritten Platz, und konnte so nicht an der letzten Wahlrunde teilnehmen. Der damalige Parteipräsident Aum Dorji Choden jedoch sowie weitere Kandidaten der DNT wechselten die Partei, um erfolgreich als Kandidaten für die Volksdemokratische Partei in der letzten Runde anzutreten.

### Parlamentswahl in Bhutan 2018
Bei der Parlamentswahl in Bhutan 2018 setzte sich die Partei gegen die vier Mitbewerberinnen durch und gewann im ersten Wahlgang. Im zweiten Wahlgang konnte sie 30 Sitze und 54,95 % der Stimmen gewinnen.